# 1893年全米選手権 (テニス)
1893年 全米選手権（1893ねんぜんべいせんしゅけん）に関する記事。

## 大会の流れ
- 1881年から1967年まで、全米選手権は各部門が個別の名称を持ち、大会会場も別々のテニスクラブで開かれた。これが他の3つのテニス4大大会と大きく異なる点である。
  - 男子シングルス　名称：全米シングルス選手権（U.S. National Singles Championship）／会場：ロードアイランド州、ニューポート・カジノ　（最初の会場、1914年まで）
  - 男子ダブルス　名称：全米ダブルス選手権（U.S. National Doubles Championship）／会場：イリノイ州シカゴ、セントジョージ・クリケット・クラブ　（会場を移転。1893年の1年間だけ）
  - 女子シングルス　名称：全米女子シングルス選手権（U.S. Women's National Singles Championship）／会場：ペンシルベニア州、フィラデルフィア・クリケット・クラブ　（女子部門競技はすべてこの会場、1887年-1920年まで）
  - 女子ダブルス　名称：全米女子ダブルス選手権（U.S. Women's National Doubles Championship）／会場：フィラデルフィア・クリケット・クラブ　（1889年-1920年まで）
  - 混合ダブルス　名称：全米混合ダブルス選手権（U.S. Mixed Doubles Championship）／会場：フィラデルフィア・クリケット・クラブ　（1892年-1920年まで）
- 男女シングルスでは、「チャレンジ・ラウンド」（Challenge Round, 挑戦者決定戦）と「オールカマーズ・ファイナル」（All-Comers Final）で優勝を決定した。男子シングルスでは第4回大会の1884年から実施されてきたが、女子シングルスは第2回競技の1888年から行われた。
  - 大会前年度優勝者を除く選手は「チャレンジ・ラウンド」に出場し、前年度優勝者への挑戦権を争う。前年度優勝者は、無条件で「オールカマーズ・ファイナル」に出場できる。チャレンジ・ラウンドの勝者と前年度優勝者による「オールカマーズ・ファイナル」で、当年度の選手権優勝者を決定した。
  - この年は、男女シングルスとも前年度優勝者が出場しなかった（オリバー・キャンベル、マーベル・カーヒルともに現役引退）。前年度優勝者が出場しなかった場合は「オールカマーズ・ファイナル」がなくなるため、チャレンジ・ラウンドの決勝結果を優勝記録表に掲載する。
- 競技ルールは、基本的にはウィンブルドン選手権に準拠して実施された。当時の女子シングルスには、他に類例のない特色がいくつかあった。
  - 女子シングルスの「オールカマーズ・ファイナル」が、1891年から最大5セット・マッチに拡大された。テニス4大大会の女子シングルスで最大5セット・マッチが行われたのは、1890年代-1901年の全米選手権だけである。チャレンジラウンド決勝までは、試合は最大3セット・マッチで行われた。
- 初期の全米選手権のように、外国人出場者が少なかった時期は、地元アメリカ人選手の国籍表示を省略する。

## 大会前年度優勝者
- 男子シングルス：オリバー・キャンベル　［シングルスから引退］
- 男子ダブルス：オリバー・キャンベル＆ボブ・ハンティントン　［キャンベル、ダブルスのみに出場］
- 女子シングルス： マーベル・カーヒル　［現役引退］
- 女子ダブルス： マーベル・カーヒル＆アデライン・マッキンレー
- 混合ダブルス：クラレンス・ホバート＆ マーベル・カーヒル

## 男子シングルス

### チャレンジラウンド
準々決勝
- ロバート・レン vs. リチャード・スティーブンス　6-1, 6-2, 2-6, 6-2
- サミュエル・チェイス vs. サミュエル・チェイス　6-3, 6-4, 6-2
- クラレンス・ホバート vs. ウィリアム・ラーンド　6-3, 6-4, 3-6, 5-7, 6-2
- フレッド・ホビー vs. バレンティン・ホール　6-2, 5-7, 8-6, 6-2

準決勝
- ロバート・レン vs. サミュエル・チェイス　8-6, 6-1, 6-2
- フレッド・ホビー vs. クラレンス・ホバート　7-5, 6-0, 6-3

決勝
- ロバート・レン vs. フレッド・ホビー　6-4, 3-6, 6-4, 6-4　（ここで優勝決定。レンが本大会の優勝者になる）

## 女子シングルス

### チャレンジラウンド
準々決勝
- アンダーヒル vs. ベント　4-6, 6-4, 9-7
- オーガスタ・シュルツ vs. アナベラ・ウィスター　6-3, 6-1
- エリザベス・ムーア vs. ヘレン・ヘルウィッグ　7-5, 1-6, 6-4
- アリーン・テリー vs. ハッティー・ビューモント　6-2, 6-0

準決勝
- オーガスタ・シュルツ vs. アンダーヒル　6-2, 3-6, 6-0
- アリーン・テリー vs. エリザベス・ムーア　6-3, 4-6, 6-4

決勝
- アリーン・テリー vs. オーガスタ・シュルツ　6-1, 6-3　（ここで優勝決定。テリーが本大会の優勝者になる）

## 決勝戦の結果
- 男子シングルス：ロバート・レン vs. フレッド・ホビー　6-4, 3-6, 6-4, 6-4　［チャレンジラウンド決勝］
- 女子シングルス：アリーン・テリー vs. オーガスタ・シュルツ　6-1, 6-3　［チャレンジラウンド決勝、3セット・マッチ］
- 男子ダブルス：フレッド・ホビー＆クラレンス・ホバート vs. オリバー・キャンベル＆ボブ・ハンティントン　6-3, 6-4, 4-6, 6-2
- 女子ダブルス：アリーン・テリー＆ハリエット・バトラー vs. オーガスタ・シュルツ＆ストーン　6-4, 6-3
- 混合ダブルス：クラレンス・ホバート＆エレン・ルーズベルト vs. ロバート・ウィルソン＆エセル・バンクソン　6-1, 4-6, 10-8, 6-1　［最大5セット・マッチ］